# Station Dąbrowa Górnicza Strzemieszyce
Station Dąbrowa Górnicza Strzemieszyce is een spoorwegstation in de Poolse plaats Dąbrowa Górnicza.